# Caprino Veronese
Caprino Veronese és un comune (municipi) de la província de Verona, a la regió italiana del Vèneto, situat a uns 120 quilòmetres a l'oest de Venècia i a uns 30 quilòmetres al nord-oest de Verona.
A 1 de gener de 2020 la seva població era de 8.615 habitants.
Caprino Veronese limita amb els següents municipis: Affi, Brentino Belluno, Costermano, Ferrara di Monte Baldo, Rivoli Veronese i San Zeno di Montagna.